# Jiaotong Daxue
Jiaotong Daxue (chiń. 交通大学站; pinyin Jiāotōng Dàxué Zhàn) – „Uniwersytet Jiaotong”, stacja przesiadkowa szanghajskich linii metra nr: 10 i 11, usytuowana w pobliżu Uniwersytetu Jiao Tong w Szanghaju. Została otwarta 10 kwietnia 2010.